# Estación de Archidona (localidad)
Estación de Archidona es una localidad española del municipio de Archidona, en la provincia de Málaga, Andalucía. Está situada en la zona noroeste del término municipal. Se trata de un núcleo de población surgido alrededor de la estación ferroviaria de Archidona, perteneciente a la línea Bobadilla-Granada.
En 2014 la localidad tenía una población de 185 habitantes.